# 毛内拡
毛内 拡（もうない ひろむ、Hiromu MONAI、1984年 - ）は、日本の脳科学者、神経科学者、生物学者。
学位は博士（理学）（東京工業大学・2013年）。お茶の水女子大学 基幹研究院自然科学系・助教。
生体組織機能学研究室を主宰。大学で生物学を教える傍ら、脳科学に関する一般向けの著作も執筆。
主な著書に、『脳を司る「脳」』（2020年）、『「気の持ちよう」の脳科学』（2022年）、『「頭がいい」とはどういうことか−脳科学から考える』（2024年）など。脳科学の達人2023。日本テレビ「カズレーザーと学ぶ」フジテレビ「ほんまでっか！？TV」等メディアにも多数出演。北海道函館市出身。

## 略歴
北海道函館市生まれ。2003年 函館ラ・サール高等学校 卒業。2008年 東京薬科大学 生命科学部 生命科学科 卒業。2013年 東京工業大学大学院 総合理工学研究科 知能システム科学専攻 博士課程 修了。
2010年-2013年 日本学術振興会 特別研究員 (DC1)。2013年-2018年 理化学研究所 脳科学総合研究センター 研究員。2018年-現在 お茶の水女子大学 基幹研究院自然科学系 助教。

## 受賞歴
- 第37回講談社科学出版賞[8][9][10]（2021年）

## 著作

### 著書
- 『脳を司る「脳」』（ブルーバックス 講談社 2020年） ※第37回講談社科学出版賞受賞
- 『面白くて眠れなくなる脳科学』（PHPエディターズグループ PHP研究所 2022年）
- 『脳研究者の脳の中』（ワニブックスPLUS新書 ワニブックス 2022年）
- 『すべては脳で実現している』（総合法令出版 2022年）
- 『「気の持ちよう」の脳科学』（ちくまプリマー新書 筑摩書房 2022年）
- 『「頭がいい」とはどういうことか−脳科学から考える』（ちくま新書 筑摩書房 2024年）
- 『脳科学が解き明かした　運のいい人がやっていること』（秀和システム 2024年）
- 『心は存在しない　不合理な「脳」の正体を科学でひもとく』（ SB新書 2024年）
- 『脳科学が解き明かした なぜか自信がある人がやっていること』（秀和システム 2025年）
- 『最新研究でわかった！ くじけない脳のつくり方』（日経ビジネス人文庫 2025年）
- 『脳と免疫の謎: 心身の不調はどこからくるのか』（NHK出版新書745 2025年）

### 共著
- 『ウソみたいな人体の話を大学の先生に解説してもらいました』中尾篤典共著（秀和システム 2023年）

### 分担執筆
- 脳に電気を流すと頭がよくなる？――グリア細胞の意外な働き、こころの科学増刊 「ここまでわかった！脳とこころ」第7章（日本評論社 2016年）
- グリンファティック説とその反響, 実験医学増刊 Vol.37 No.17 脳の半分を占めるグリア細胞 脳と心と体をつなぐ“膠” 松井広，田中謙二／編 第2章 グリア細胞と神経免疫・臓器連関（羊土社 2018年）
- 「経頭蓋直流刺激(tDCS)が脳を活性化する仕組み」特集I. ニューロモデュレーション治療の可能性「精神科」 第34巻第6号6月号（科学評論社 2018年）
- 『マリエル生命科学』（化学同人 2023年）
- 『睡眠検定ハンドブック』（全日本病院出版会 2022年）

### 監修
- 『いざ探Q！頭のなかには何がある』日本語版監修（ピエルドメニコ・バッカラリオ著、フェデリーコ・タッディア著、ルカ・ボンファンティ監修、有北雅彦訳）（太郎次郎社エディタス 2022年）
- 『ビジュアル図鑑　脳と心』監修（ナツメ社 2022年）
- 『天才になれる！ なになに？どこどこ？ なぞなぞあそび』監修（高橋書店 2023年）
- 『感動する脳科学ー信じがたいほど興味深い脳の話ー』（ニュートンプレス 2025年9月号）

## メディア掲載

### 雑誌
- 「「人生の価値」年代別「将来不安」が消えてなくなる生き方ガイド」（PRESIDENT 2023年）
- PHPスペシャル 2024年12月号「ひとり」を楽しもう。「脳にいい独り言、悪い独り言」（PHP研究所 2024年）
- 「子供の科学」2月号「【特集】勉強も運動も…最新科学で答える　お悩み解決！ 脳科学」（誠文堂新光社 2025年）
- Voice2月号『なぜ人は「エモい話」に振り回されるのか』（PHP研究所 2025年）
- kiitos vol.32「疲れた脳の癒し方」（kiitos 三栄 2025年）

### WEBメディア
- むしろ劣等感でツラくなるだけ…脳科学者が｢自己肯定感にこだわると生きづらくなる｣と警告するワケ 高めたほうがいいのは｢自己効力感｣（プレジデントオンライン 2022年）
- 優秀で高学歴なのに35歳過ぎまで安定できない…若手研究者を大事にしない｢日本の大学｣のブラックさだから研究者がどんどん海外流出している（プレジデントオンライン 2022年）
- なぜ知らない街を歩き回るのは楽しいのか…脳科学的にみた｢ストレス解消｣に役立つ4つの行動（プレジデントオンライン 2022年）
- 「IQが高い人ほど頭がいい」は時代遅れ。本当に頭のいい人の脳には特徴があった（STUDY HACKER（スタディーハッカー） 2025年）
- 「ぼーっとする時間」が記憶の定着率を上げる。短期記憶を長期記憶にする方法（STUDY HACKER（スタディーハッカー） 2025年）
- 脳科学者が明かす「脳の持久力」の高め方。「失敗したほうがいい」って本当？（STUDY HACKER（スタディーハッカー） 2025年）

## メディア出演
- 日本テレビ カズレーザーと学ぶ「脳を旅で再起動」[11]（2023年8月8日放映）
- 東京MX 「小峠英二のなんて美だ」#143 脳（前編）（2024年7月16日放映）[12]
- 東京MX 「小峠英二のなんて美だ」#143 脳（後編）（2024年7月23日放映）[13]
- フジテレビ ホンマでっか！？TV「自力で運を上げる方法」＆「血液型」２時間スペシャル！（2025年1月8日放映）[14]
- フジテレビ ホンマでっか！？TV「0円美容＆ダイエット」（2025年1月29日放映）[14]
- ACIDMAN大木と科学者たち powered by 講談社ブルーバックス＜第19回＞「グリア細胞とは何か？」（講談社 2025年）
- ACIDMAN大木と科学者たち powered by 講談社ブルーバックス＜第20回＞「脳のすきまの謎」（講談社 2025年）
- ACIDMAN大木と科学者たち powered by 講談社ブルーバックス＜第21回＞「脳活動と身体のふしぎな関係」（講談社 2025年）
- フジテレビ ホンマでっか！？TV「怒りイライラを抑える11の方法」（2025年8月6日放映）[14]